# Steinberg (Overath)
Steinberg war ein Ortsteil von Heiligenhaus in der Stadt Overath im Rheinisch-Bergischen Kreis in Nordrhein-Westfalen, Deutschland. Der Ort fiel in der ersten Hälfte des 20. Jahrhunderts wüst.

## Lage
Der kleine Ortsteil Steinberg lag nahe der heutigen Grenze zum Rhein-Sieg-Kreis und der Durbuscher Straße (Landesstraße 84), die zwischen Durbusch und Heiligenhaus verläuft (eine Verlängerung der Hohkeppler Straße). Zu den Orten in der Nähe zählen Kleinschwamborn, Großdorbusch und die Grube Schnepfenthal.

## Geschichte
Der Ort entstand vermutlich erst im 19. Jahrhundert. Er ist auf der Preußischen Neuaufnahme von 1895 auf Messtischblättern als Steinberg verzeichnet, auf den Folgeausgaben ist der Ort unbeschriftet eingezeichnet. Auf der Ausgabe 1933 ist er letztmals kartografisch auf Messtischblättern verzeichnet.
Der 1845 laut der Uebersicht des Regierungs-Bezirks Cöln als Isoliertes Haus kategorisierte und als Steinenberg bezeichnete Ort besaß zu dieser Zeit ein Wohngebäude mit sechs Einwohnern, alle katholischen Bekenntnisses.
Die Liste Einwohner und Viehstand von 1848, die vor allem der Steuererhebung diente, führt in Steinberg lediglich die als arm gekennzeichnete fünfköpfige Familie (drei Kinder) des Tagelöhners Peter Müller auf. Sein Viehbesitz: 1 Ziege.
Die Gemeinde- und Gutbezirksstatistik der Rheinprovinz führt Steinberg 1871 mit einem Wohnhaus und fünf Einwohnern auf. Im Gemeindelexikon für die Provinz Rheinland von 1888 wird für Steinberg ein Wohnhaus mit drei Einwohnern angegeben. 1895 besaß der Ort ein Wohnhaus mit vier Einwohnern.
In den 1930er und 1940er Jahren wurde der Ort abgetragen.